# Le Mesnil-Tôve
Le Mesnil-Tôve is een plaats en voormalige gemeente in het Franse departement Manche in de regio Normandië en telt 237 inwoners (2017). De plaats maakt deel uit van het arrondissement Avranches.

## Geschiedenis
La Bazoge maakte deel uit van het kanton Juvigny-le-Tertre tot dit op 22 maart 2015 werd opgeheven en de gemeenten die onder dit kanton vielen werden opgenomen in het kanton Isigny-le-Buat. Op 1 januari 2016 fuseerden de gemeenten van het voormalige kanton, met uitzondering van Le Mesnil-Adelée en Reffuveille, tot Juvigny les Vallées. De opgeheven gemeenten, waaronder La Bazoge, kregen de status van commune déléguée van deze commune nouvelle.

## Geografie
De oppervlakte van Le Mesnil-Tôve bedraagt 11,5 km², de bevolkingsdichtheid is 18,0 inwoners per km².
De onderstaande kaart toont de ligging van Le Mesnil-Tôve met de belangrijkste infrastructuur en aangrenzende gemeenten.

## Demografie
Onderstaande figuur toont het verloop van het inwonertal (bron: INSEE-tellingen).

La Bazoge · Bellefontaine · Chasseguey · Chérencé-le-Roussel · Juvigny-le-Tertre · Le Mesnil-Rainfray · Le Mesnil-Tôve